# Embajada de España en Singapur
La Embajada de España en Singapur es la máxima representación legal del Reino de España en la República de Singapur. 

## Embajador
La actual embajadora es Mercedes Alonso Frayle, quien fue nombrada por el gobierno de Pedro Sánchez el 12 de julio de 2022.

## Misión diplomática
El Reino de España concentra su representación en el país en la embajada en la ciudad de Singapur creada en 1968. Aunque esta no fue efectiva hasta 1982 cuando se estableció la misión diplomática permanente, si bien el primer embajador residente tomó posesión de su cargo en 2003.

## Historia
La República de Singapur obtuvo su independencia en 1963 y se integró como un estado de la Federación Malaya hasta 1965, año en que abandonó la federación y se constituyó como un estado soberano e independiente. España estableció relaciones con Singapur en 1968, año en que se creó la Embajada en el país asiático, aunque dentro de la demarcación de la Embajada española en Bangkok. Desde 1991 hasta 2003 Singapur fue incluida dentro de la demarcación de la Embajada española en Yakarta, capital de Indonesia.